# Charles de Berlaymont

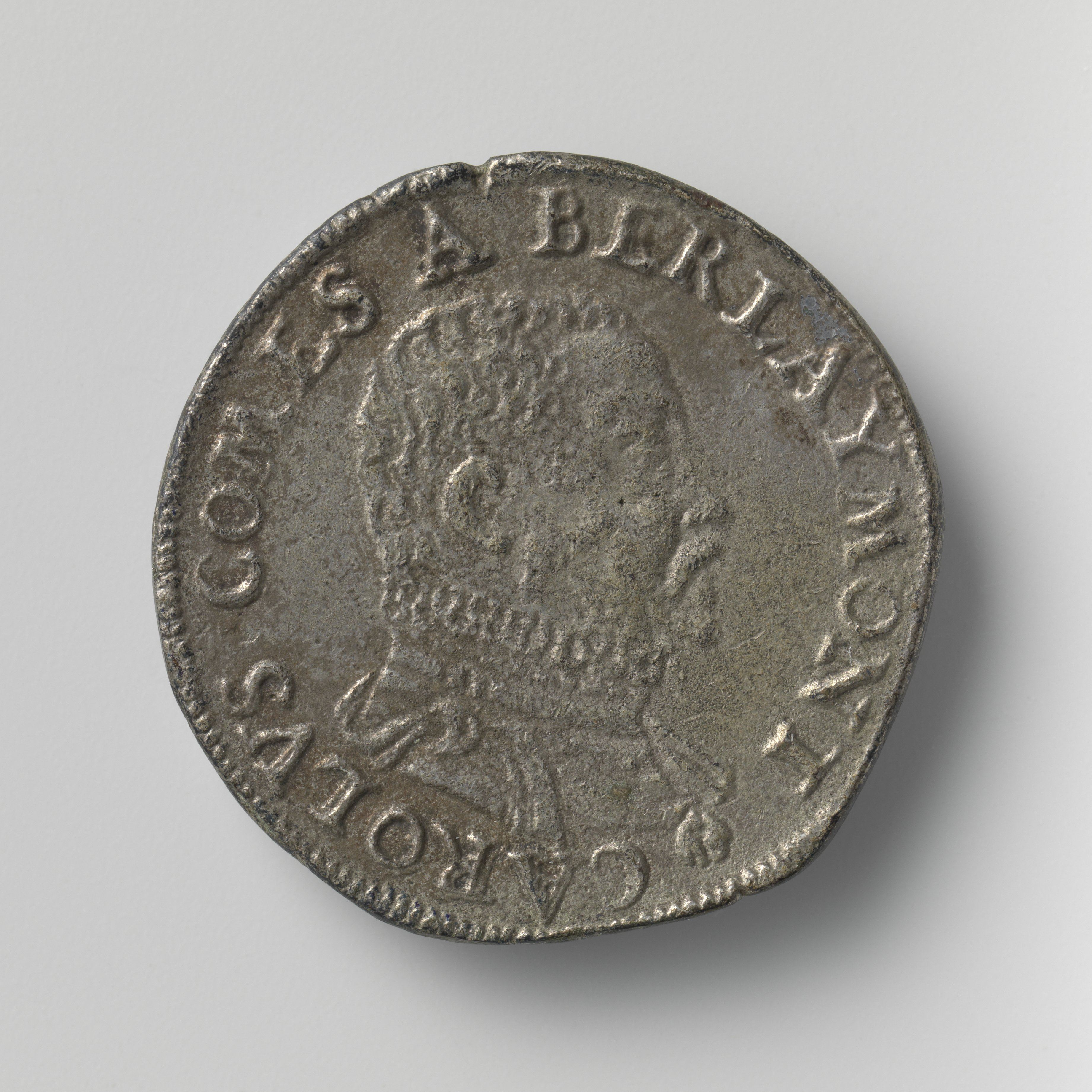

Stemma di famiglia

Charles di Berlaymont, detto anche Berlaimont o Berlemont, in lingua olandese Graaf Karel van Berlaymont, in italiano "Conte di Berlamonte" o "Barlamonte" (1510 – 1578), è stato un politico belga.

## Biografia
Charles di Berlaymont traeva il suo cognome dal contado di Berlaimont, già in Belgio.
Discendente da una famiglia che ebbe origine nel XII secolo con Gilles de Berlaymont, cavaliere crociato di cui si narra che avesse ucciso un drago nelle terre di Mons, Carlo fu capo dell'Amministrazione finanziaria dei Paesi Bassi e consigliere del Duca d'Alba a Bruxelles. Dal 1553 al 1577 fu statolder di Namur.

## Discendenza
Il figlio Florent sposò Marguerite de Lalaing, colei che nel 1625 fu la fondatrice del convento des Dames de Berlaymont, che mantenne il casato di famiglia nella sua denominazione: essa, divenuto toponimo, rimase ad indicare il luogo e, quando il suolo fu venduto nel 1958 alla Commissione europea, su di esso fu costruito il Palazzo Berlaymont.
Dalla famiglia si originarono importanti personaggi della storia del Belgio, fra i quali si ricorda il conte Guy de Berlaymont, autore di una cronaca di viaggio negli Stati Uniti d'America e Cuba, che contiene argute osservazioni sull'ambiente, le genti e la politica di quei paesi nel XIX secolo.